# Poecilimon chostae
Poecilimon chostae is een rechtvleugelig insect uit de familie sabelsprinkhanen (Tettigoniidae). De wetenschappelijke naam van deze soort is voor het eerst geldig gepubliceerd in 1935 door Stshelkanovtzev.